# Manuel Locatelli
Manuel Locatelli (Lecco, 1998. január 8. –) Európa-bajnok olasz válogatott labdarúgó, a Serie A-ban szereplő Juventus középpályása kölcsönben a Sassuolo csapatától.

## Pályafutása

### Klubcsapatokban
Az Atalantánál kezdte pályafutását, mielőtt 11 évesen Milánóba költözött. A Rossoneri csapatánál végigjárta a ifjúsági korosztályokat, az Esordientitől a Primaveráig. 2015 márciusában aláírta első profi szerződését a Milannal, amely 2015. július 1-től 2018. június 30-ig szólt.

#### AC Milan
A 2015. szeptember 22-én lejátszott Udinese elleni idegenbeli mérkőzés előtt kapta meg élete első behívóját a Milan felnőtt csapatába, de nem lépett pályára. Még ebben a szezonban Siniša Mihajlović, a Milan akkori vezetőedzője behívta az első csapatba. 2016. április 21-én, 18 évesen debütált a Serie A-ban, a Carpi elleni hazai 0-0-s döntetlen alkalmával a 87. percben Andrea Poli helyére állt be. 2016. május 14-én, a szezon utolsó bajnoki mérkőzésén a Roma ellen a San Siroban lépett pályára kezdőként első alkalommal.
A következő idényben a Sampdoria elleni 1-0-s győzelem alkalmával lépett pályára elsőként, a második félidőben csereként beállva. 2016. október 2-án, a csapatkapitány Riccardo Montolivo helyén pályára lépett csereként és megszerezte élete első Serie A-gólját a Sassuolo elleni drámai, 4-3-as győzelem alkalmával. A szezont a kispadon kezdte, majd október 16-án a Chievo Verona elleni mérkőzésen első alkalommal kapott lehetőséget a kezdőcsapat tagjaként a szezonban, átvéve a nemzetközi szünetben tartós sérülést szenvedett Montolivo által megüresedett védekező középpályás szerepet. Október 22-én élete második Serie A-s gólját szerezte, a Juventus elleni rangadó egyetlen találatát szerezte.
A sorozatban bemutatott kiváló teljesítményeket követően 2020. június 30-ig meghosszabbították szerződését.
2017. január 25-én pályafutása során először tiltották el, miután két sárga lapot kapott a 2016–17-es Coppa Italia negyeddöntő mérkőzésen a Juventus ellen.
Kezdőként szerepelt csapata Európa Liga selejtezőjének második mérkőzésén a Craiova ellen, és fontos szerepet játszott a Milan 2-0-s győzelmében 2017. augusztus 3-án. Azonban Montolivo felépülése, valamint Lucas Biglia érkezése és a gyakori formációváltások Vincenzo Montella alatt kezdték korlátozni a játékidejét. 2017 novemberében Montellát menesztették, és helyére Gennaro Gattuso került, aki szintén inkább úgy tekintett Locatellire, mint Biglia vagy Montolivo tartalékjára. Az évad során mindössze 15 alkalommal számítottak a játékára kezdőként (ebből csak ötször a Serie A-ban) és 18-szor csereként lépett pályára.

#### Sassuolo
2018 nyarán a Milan kölcsönben megszerezte a Chelsea játékosának, Tiemoué Bakayokonak a játékjogát, és azt javasolta, hogy kölcsönben csatlakozzon valamelyik kisebb Serie A-s csapathoz, lehetőleg kivásárlási opció nélkül. Beleegyezett a távozásba, azonban teljes átigazolási kérelmet nyújtott be, a klub részéről érzett bizalomhiányra hivatkozott döntése fő okaként. 2018. augusztus 13-án a Sassuolóhoz igazolt kölcsönbe, de vételi kötelezettséggel. A Fekete-Zöldeknél debütáló idénye során 31 alkalommal lépett pályára és 3 gólt szerzett – a Catania ellen a Coppa Italiában, valamint a Cagliari és a Chievo ellen a Serie A-ban.

### A válogatottban

#### Ifjúsági csapatok
Az olasz U-17-es válogatottal részt vett a 2015-ös UEFA U17-es labdarúgó-Európa-bajnokságon, majd U-19-es válogatottal a 2016-os UEFA U-19-es Európa-bajnokságon is, ahol Olaszország a második helyen végzett.
Az olasz U21-es válogatottban 2017. március 23-án debütált, a Lengyelország ellen 2-1-re megnyert barátságos mérkőzésen. 2017 júniusában Luigi Di Biagio vezetőedző nevezte a 2017-es UEFA U21-es Európa-bajnokságra. 2017. június 27-én Olaszország az elődöntőben Spanyolország ellen 3-1-es vereséget szenvedve kiesett.
Részt vett a 2019-es UEFA U21-es Európa-bajnokságon.

#### A felnőtt válogatottban
2020. szeptember 7-én debütált a felnőtt olasz válogatottban, kezdőként játszott a Hollandia ellen Amszterdamban 1-0-ra megnyert UEFA Nemzetek Ligája találkozón. 2021. március 28-án megszerezte első gólját hazája színeiben, a  2022-es világbajnokság selejtezőjében a Bulgária elleni 2-0-s idegenbeli győzelem során a mérkőzést eldöntő második találatot szerezte.
2021 júniusában Roberto Mancini vezetőedző nevezte Olaszország keretébe a 2020-as labdarúgó-Európa-bajnokságra.

## Játékstílusa
Elsősorban a csapat védelme előtt tevékenykedő mélységi irányító, Andrea Pirlohoz hasonló szerepkörben. Bár nem a kedvenc pozíciója, de 4-3-3-as felállásban is játszhat, mint szélső középpályás, vagy más néven mezzala. Jó látásmóddal, passzolással, labdakezeléssel, cselezési képességgel, valamint erőteljes és pontos távoli lövéssel rendelkezik. Játékolvasását és labdaszerzési képességeit védekező középpályásként megfelelőnek írták le. 2015-ben ígéretes fiatal játékosnak tartották, a The Guardian a világ 50 legjobb 1998-ban született fiatal játékosa közé sorolta.

## Statisztikái

### Klub
2021. június 6-ai adatok alapján.
| Csapat                       | Szezon                       | Bajnokság                    | Bajnokság | Bajnokság | Kupa     | Kupa  | Nemzetközi | Nemzetközi | Egyéb    | Egyéb | Összesen | Összesen |
| Csapat                       | Szezon                       | Osztály                      | Mérkőzés  | Gólok     | Mérkőzés | Gólok | Mérkőzés   | Gólok      | Mérkőzés | Gólok | Mérkőzés | Gólok    |
| ---------------------------- | ---------------------------- | ---------------------------- | --------- | --------- | -------- | ----- | ---------- | ---------- | -------- | ----- | -------- | -------- |
| AC Milan                     | 2015–16                      | Serie A                      | 2         | 0         | 0        | 0     | —          | —          | —        | —     | 2        | 0        |
| AC Milan                     | 2016–17                      | Serie A                      | 25        | 2         | 2        | 0     | —          | —          | 1        | 0     | 28       | 2        |
| AC Milan                     | 2017–18                      | Serie A                      | 21        | 0         | 3        | 0     | 9          | 0          | —        | —     | 33       | 0        |
| AC Milan                     | Összesen                     | Összesen                     | 48        | 2         | 5        | 0     | 9          | 0          | 1        | 0     | 63       | 2        |
| Sassuolo (kölcsönben)        | 2018–19                      | Serie A                      | 29        | 2         | 2        | 1     | —          | —          | —        | —     | 31       | 3        |
| Sassuolo                     | 2019–20                      | Serie A                      | 33        | 0         | 1        | 0     | —          | —          | —        | —     | 34       | 0        |
| Sassuolo                     | 2020–21                      | Serie A                      | 34        | 4         | 0        | 0     | —          | —          | —        | —     | 34       | 4        |
| Sassuolo                     | Összesen                     | Összesen                     | 96        | 6         | 3        | 1     | —          | —          | —        | —     | 99       | 7        |
| Összesen a pályafutása során | Összesen a pályafutása során | Összesen a pályafutása során | 144       | 8         | 8        | 1     | 9          | 0          | 1        | 0     | 162      | 9        |

### Nemzetközi
2021. július 11-i adatok alapján.
| Olaszország | Olaszország | Olaszország |
| Év          | Mérkőzés    | Gólok       |
| ----------- | ----------- | ----------- |
| 2020        | 6           | 0           |
| 2021        | 9           | 3           |
| Összesen    | 15          | 3           |

### Válogatott góljai
2021. július 11-i adatok alapján.
| # | Dátum             | Helyszín                                         | Válogatottság száma | Ellenfél | Találat | Végeredmény | Kiírás                         |
| - | ----------------- | ------------------------------------------------ | ------------------- | -------- | ------- | ----------- | ------------------------------ |
| 1 | 2021. március 28. | Vaszil Levszki Nemzeti Stadion, Szófia, Bulgária | 8                   | Bulgária | 2–0     | 2–0         | 2022-es labdarúgó VB-selejtező |
| 2 | 2021. június 16.  | Olimpiai Stadion, Róma, Olaszország              | 12                  | Svájc    | 1–0     | 3–0         | 2020-as labdarúgó EB           |
| 3 | 2021. június 16.  | Olimpiai Stadion, Róma, Olaszország              | 12                  | Svájc    | 2–0     | 3–0         | 2020-as labdarúgó EB           |

## Sikerei, díjai

### Klub

#### AC Milan
- Supercoppa Italiana: 2016[35]

### Válogatott
- Európa-bajnok: 2020[36]

## Fordítás
Ez a szócikk részben vagy egészben a Manuel Locatelli című angol Wikipédia-szócikk ezen változatának fordításán alapul.  Az eredeti cikk szerkesztőit annak laptörténete sorolja fel. Ez a jelzés csupán a megfogalmazás eredetét és a szerzői jogokat jelzi, nem szolgál a cikkben szereplő információk forrásmegjelöléseként.

## Külső hivatkozások
- Adatlapja a Transfermarkt weboldalán
- Adatlapja a Sassuolo weboldalán Archiválva 2021. június 6-i dátummal a Wayback Machine-ben